# Ricardo Wolf
Ricardo Wolf   (Hannover, 1887 - Hertseliyya, 1981) fou un inventor, polític, diplomàtic i filantrop cubà d'origen jueu alemany. Creà la Fundació Wolf que anualment lliura uns premis als més destacats en diferents àrees del coneixement, els Premis Wolf.

## Biografia
Nascut a Alemanya, a la ciutat de Hannover, va tenir catorze germans. Després de la Primera Guerra Mundial va abandonar Alemanya i va fixar la seva residència a Cuba, on es va casar amb la tennista Francisca Subirana. Durant anys treballà en processos de recuperació de ferro dels residus en els processos de fosa. L'èxit en els seus experiment va fer que totes les fàbriques d'acer del món adoptessin el seu sistema, cosa que el convertí en un home molt ric.
Va donar suport financer a Fidel Castro i els seus durant la revolució cubana, de manera que quan aquest va prendre el poder el va nomenar ministre plenipotenciari de Cuba a Israel, un càrrec que va ostentar des de 1961. El 1973, Cuba va trencar relacions amb Israel, de manera que Ricardo Wolf va renunciar al seu càrrec i es va quedar a residir a Israel.
Durant els últims anys de la seva vida es va dedicar a crear la fundació Wolf, que premia anualment des de 1978 a les personalitats més destacades d'agricultura, química, matemàtica, medicina, física i art.